# Cape Vincent
Cape Vincent és una població dels Estats Units a l'estat de Nova York. Segons el cens del 2000 tenia 760 habitants.

## Demografia
Segons el cens del 2000, Cape Vincent tenia 760 habitants, 348 habitatges, i 209 famílies. La densitat de població era de 402 habitants/km².
Dels 348 habitatges en un 24,1% hi vivien nens de menys de 18 anys, en un 43,7% hi vivien parelles casades, en un 12,4% dones solteres, i en un 39,7% no eren unitats familiars. En el 35,9% dels habitatges hi vivien persones soles el 20,1% de les quals corresponia a persones de 65 anys o més que vivien soles. El nombre mitjà de persones vivint en cada habitatge era de 2,16 i el nombre mitjà de persones que vivien en cada família era de 2,77.
Per edats la població es repartia de la següent manera: un 22,2% tenia menys de 18 anys, un 5,8% entre 18 i 24, un 23,7% entre 25 i 44, un 24,1% de 45 a 60 i un 24,2% 65 anys o més.
L'edat mediana era de 43 anys. Per cada 100 dones de 18 o més anys hi havia 81,8 homes.
La renda mediana per habitatge era de 31.833 $ i la renda mediana per família de 38.571 $. Els homes tenien una renda mediana de 31.538 $ mentre que les dones 23.125 $. La renda per capita de la població era de 17.492 $. Entorn del 12,7% de les famílies i el 16,4% de la població estaven per davall del llindar de pobresa.